# Lemont (Illinois)
Lemont – wieś w Stanach Zjednoczonych, w stanie Illinois, w hrabstwie Cook.